# Brant II
Brant II – polski herb szlachecki z nobilitacji.

## Opis herbu
W polu barwy niewiadomej dwa wręby, z których na górnym trzy płomienie czerwone.
W klejnocie trzy płomienie czerwone.

## Najwcześniejsze wzmianki
Nadany 10 lipca 1512 roku, Oswaldowi, Michałowi i Achacemu Brantom.

## Herbowni
Brant.